# Cline (Familienname)
Cline ist der Familienname folgender Personen:
- Aleisha Cline (* 1970), kanadische Freestyle-Skierin
- Alex Cline (* 1956), US-amerikanischer Perkussionist und Komponist des Modern Creative Jazz
- Ben Cline (* 1972), US-amerikanischer Politiker
- Chris Cline (1958–2019), US-amerikanischer Milliardär und Unternehmer
- Coralea Cline (* 1972), Leichtathlet der Britischen Jungferninseln
- Cyrus Cline (1856–1923), US-amerikanischer Politiker
- Edward F. Cline (1891–1961), US-amerikanischer Regisseur und Schauspieler
- Emma Cline (* 1989), US-amerikanische Autorin
- Eric H. Cline (* 1960), amerikanischer Historiker
- Ernest Cline (* 1972), amerikanischer Schriftsteller und Drehbuchautor
- Gyasi Cline-Heard (* 1979), US-amerikanischer Basketballspieler
- Henry Cline (1750–1827), englischer Chirurg
- Hernán Cline (* 1975), uruguayischer Straßenradrennfahrer
- Hollis Cline, US-amerikanische Neurowissenschaftlerin
- Isaac Cline (1861–1955), US-amerikanischer Meteorologe
- Keita Cline (* 1974), Leichtathlet der Britischen Jungferninseln
- Madelyn Cline (* 1997), US-amerikanische Schauspielerin
- Nels Cline (* 1956), US-amerikanischer Gitarrist des Modern Creative Jazz
- Paige Cline (* 1997), US-amerikanische Tennisspielerin
- Patsy Cline (1932–1963), US-amerikanische Country-Sängerin
- Ransford Cline-Thomas (1947–2020), gambischer Programmsprecher und Nachrichtensprecher
- Victor Cline (1925–2013), US-amerikanischer Psychoanalytiker
- Wilfrid M. Cline (1903–1976), US-amerikanischer Kameramann